# Bikács
Bikács is een plaats (község) en gemeente in het Hongaarse comitaat Tolna. Bikács telt 471 inwoners (2005).